# Peter F. Secchia
Peter Finley Secchia (Englewood, 15 aprile 1937 – East Grand Rapids, 21 ottobre 2020) è stato un politico, imprenditore e diplomatico statunitense di origine italiana, ambasciatore degli Stati Uniti in Italia dal 1989 al 1993.

## Biografia
Arruolato nel Corpo dei marines dal 1956 al 1959, nel 1963 si laureò in economia al Michigan State University. 
Di orientamento politico repubblicano, organizzò diverse raccolte di fondi per il partito. Amico personale del presidente Ford, fu membro della Commissione esecutiva della Gerald R. Ford Foundation che, nel Michigan, gestisce un museo e una biblioteca dedicati all'ex presidente.
Secchia fu nominato ambasciatore in Italia dal repubblicano George H. W. Bush il 23 giugno 1989. La sua nomina fu preceduta da polemiche e passarono quasi cinque mesi prima che il Senato la ratificasse. Si obiettava che la nomina fosse dovuta unicamente al suo impegno nella raccolta di fondi a favore dell'elezione di Bush e gli veniva contestata la scarsa conoscenza della politica internazionale. Dopo la nomina, Secchia presentò le credenziali al presidente Cossiga il successivo 3 luglio succedendo a Maxwell M. Rabb. Terminò l'incarico il 20 gennaio 1993 quando il nuovo presidente democratico Bill Clinton lo sostituì con Reginald Bartholomew.
Nell'ottobre 2012 gli fu attribuito alla Camera dei deputati il Premio America della Fondazione Italia USA.
Secchia è morto nell'autunno del 2020: già affetto da varie patologie, da ultimo contrasse il COVID-19.